# Holthausen (Voerde)
Holthausen ist ein Ortsteil der Stadt Voerde (Niederrhein) am unteren Niederrhein im Nordwesten des Ruhrgebiets in Nordrhein-Westfalen. Zusammen mit Stockum und Voerde-Mitte bildete Holthausen die frühere Gemeinde Voerde, welche 1922 erstmals durch die Gemeinde Spellen mit Friedrichsfeld, Emmelsum und Ork sowie die Gemeinde Möllen erweitert wurde. Laut Internetauftritt der Stadt Voerde bildet Holthausen zusammen mit Stockum und Voerde-Mitte eine statistische Einheit und zählte ca. 400 Einwohner.

## Geographie
Holthausen liegt 2 km nördlich des Zentrums von Voerde an der Bundesstraße 8 zwischen Wesel und Dinslaken. 

## Geschichte
Holthausen gehörte bis in das 19. Jahrhundert hinein zur Herrschaft Haus Voerde. In diesem Ortsteil gab es einen markanten Herrensitz, Haus Heidelust. Von diesem Gebäude sind jedoch heute nur noch wenige Reste erhalten. Es heißt, dass sein Erbauer und Erstbesitzer ein Seemann gewesen sei und in seinem Hauswappen eine Kompassrose führte.